# HP Prime
La calculadora gràfica HP Prime és una calculadora gràfica introduïda per Hewlett-Packard l'any 2013 i fabricada per HP Inc. fins als llicenciataris Moravia Consulting spol. s ro i Royal Consumer Information Products, Inc. es van fer càrrec del desenvolupament, fabricació, distribució, màrqueting i suport continuats el 2022. Va ser dissenyat amb característiques semblants a les dels telèfons intel·ligents, com ara una pantalla tàctil a tot color i una interfície d'usuari centrada en diferents aplicacions. Afirma ser la calculadora CAS més petita i fina del món disponible actualment.
La funcionalitat de l'HP Prime també està disponible com a programari d'emulació per a PC i Mac, així com per a diversos telèfons intel·ligents.

## Disseny i programari
La interfície gràfica d'usuari de l'HP Prime inclou dues pantalles d'inici separades, una de les quals conté un sistema d'àlgebra informàtica integrat (CAS) basat en el motor lliure i de codi obert Xcas/Giac 1.5.0, que va evolucionar a partir del de l'HP 49G i el seu successors. Tant els modes estàndard com CAS funcionen de manera independent l'un de l'altre i la calculadora pot canviar ràpidament entre els dos, a diferència d'alguns dels seus competidors, com la sèrie TI-Nspire de Texas Instruments, que es presenta en models compatibles amb CAS o no CAS. models.
La calculadora del model G1 té un 1.500 Bateria mAh, que s'espera que duri fins a 15 hores amb una sola càrrega. El model G2 ve amb una bateria amb una capacitat de 2.000 mAh.
A diferència de l'HP 50g i els seus predecessors, l'HP Prime no té una ranura per a targetes SD i no inclou un beeper.

### Programació
La pantalla d'inici no CAS de l'HP Prime admet la lògica d'entrada de llibres de text, algebraics i RPN de 128 nivells (també conegut com a Advanced RPN). A diferència de RPL, que llança un missatge d'error quan s'esgota la seva pila dinàmica, la pila de mida fixa del Prime només deixa caure els valors de la pila en desbordament (com amb RPN de quatre nivells). La calculadora utilitza un nou sistema operatiu no relacionat amb els sistemes emulats per Saturn i Saturn heretats d'HP, que s'utilitzaven a les calculadores gràfics RPN/RPL anteriors d'HP; per tant, no és compatible amb cap RPL d'usuari o RPL del sistema, ni amb programació en llenguatge assemblador Saturn o ARM.
La calculadora admet programació en un nou llenguatge de programació semblant a Pascal que ara s'anomena HP PPL (per a Prime Programming Language, però originalment també conegut com a HP Basic) que també admet la creació d'aplicacions. Es basa en un llenguatge introduït a l'HP 38G i construït en models posteriors.

## Revisions de maquinari i variants de model
El primer model de producció (NW280AA) el 2013 informa de la seva revisió de maquinari com a A. Aquest model no admet connectivitat sense fil, comunicació USB d'unitat a unitat ni transmissió de dades. La calculadora està fabricada per Inventec Besta i utilitza una versió modificada del seu sistema operatiu Besta.
El segon model de producció (G8X92AA) informa de la seva revisió de maquinari com a C. Es va presentar el maig de 2014. Aquest model admet funcions que falten al primer model de producció, és a dir, connectivitat sense fil (utilitzant el kit sense fil HP Prime (FOK65AA)), comunicació USB d'unitat a unitat (mitjançant USB OTG) i transmissió de dades (mitjançant l' HP StreamSmart 410 (NW278AA) ) Transmissió de dades de 4 ports). El kit sense fil inclou una estació base connectada a un ordinador i mòduls sense fil per connectar-se a fins a 30 calculadores HP Prime per utilitzar-les a l'aula.
El tercer model de producció, que es va presentar l'agost de 2016, té un esquema de colors revisat amb colors blau i taronja més foscos per millorar la llegibilitat del teclat. Encara porta el número de model G8X92AA i informa d'una revisió de maquinari de C, però el paquet mostra un copyright de 2016.
El juliol de 2018, HP va presentar una nova generació de maquinari amb el número de model 2AP18AA i la revisió de maquinari D. Aquesta versió inclou un processador NXP i.MX 6ULL MCIMX6Y2 amb nucli ARM Cortex A7 i és aproximadament tres vegades més ràpida. Proporciona més memòria RAM (256 MiB en lloc de 32 MiB) i un mòdul Flash més gran (512 MB en lloc de 256 MB) i executa FreeRTOS. Té l'etiqueta "G2" a la part posterior.